# Ганс Зедельмаєр
Ганс Зедельмаєр (нім. Hans Sedlmayr; 18 січня 1896, Горнштайн — 9 липня 1984, Зальцбург) — австрійський історик мистецтва так званої нової чи другої групи Віденської школи. Відомий своїми роботами з середньовічної та барокової архітектури.

## Біографія
Народився 18 січня 1896 року в австрійському містечку Горнштайн в родині агронома. В часи Першої світової війни
служив артилеристом у складі австро-угорського експедиційного корпусу, брав участь у бойових діях у Сирії. В 1918—1920 роках вивчав архітектуру у Віденському технічному університеті. Продовжив вивчати мистецтво у Віденському університеті під керівництвом Макса Дворжака до смерті останнього в 1921 році. За настановою Юліуса фон Шлоссера, писав дисертацію про Австрійську барокову архітектуру, яка була опублікована у 1925 році. Обіймав посаду викладача у Віденському університеті з 1936 до 1945 рр.
Був членом НСДАП з 1930—1932 та з 1938—1945 роках. Проте, його праці не мають надмірного використання нациської риторики, що характерно для робіт професорів, які продовжували викладацьку працю в часи Рейху. Саме трактування терміну Зедельмаєра про вироджене чи дегенеративне мистецтво в творі «Втрата середини»(Verlust der Mitte) використовувався нацистами.
Після закінчення другої світової війни Зедельмаєра як члена нациської партії відсторонили від викладання, проте він ніколи не зазнавав переслідувань. Зедельмаєр переїздить в Баварію, де працює в редакції католицького журналу «Слово та Істина» (Wort und Wahrheit) з 1946 до 1954 років. Його ім'я в ті роки ще сильно асоціюється з нацизмом, тож він друкується під псевдонімом Ганс Шварц (Hans Schwarz). Також його статті з'являються на сторінках католицького тижневика «Борозна» (Die Furche)під псевдонімом Ернст Герман(Ernst Hermann).
Продовжуючи ще в 1930-х роках вивченням готичної архітектури Зедельмаєр зберігає погляди культурного песимізму на мистецтво. Його перша повоєнна книга з історії мистецтва на генезі готичного собору «Виникнення собору» (Die Entstehung der Kathedrale) у 1950 році яскравий тому приклад.
Побожний католик та антимодерніст Зедельмаєр продовжує писати та викладати. В 1951 році — професор Мюнхенського університету. В 1964 повертається в Австрію до Зальцбурга, де з 1965 року і до останніх років життя жив викладаючи історію мистецтв в університеті. Зедельмаєр був переконаним прихильником збереження старого міста в Зальцбурзі. Підкресював, важливість вивчення мистецтва і архітектури в їх історичному і соціальному контексті.
Праці останніх років присвячені сучасному мистецтву. На честь Зедельмаєра названа одна з вулиць Мюнхена.
Важливим напрямком його творчості стало написання «критичної трилогії» — цикл нарисів та ессеїв з історії європейського мистецтва XVIII—XX століття:
1. «Втрата середини» (Verlust der Mitte), 1948;
2. «Революція сучасного мистецтва», 1955;
3. «Смерть світла», 1964;